# Вілья-Алемана
Вілья-Алемана (ісп. Villa Alemana, дослівно «Німецьке село») — місто в Чилі. Адміністративний центр однойменної коммуни. Населення міста — 94802 особи (2002). Місто та коммуна входить до складу провінції Вальпараїсо та області Вальпараїсо. Місто входить до складу міської агломерації Великий Вальпараїсо.
Територія комуни — 97 км ². Чисельність населення комуни — 115569 осіб (2006). Густота населення — 1197,7 осіб/Км ².

## Розташування
Місто розташоване за 26 км на схід від адміністративного центру області міста Вальпараїсо. 
Комуна межує:
- на півночі — з комуною Лімаче
- на сході — з комуною Лімаче
- на півдні — з комуною Кільпуе
- на заході — з комуною Кільпуе

## Найбільші населені пункти
| № | Населений пункт | Категорія | Населення чол. (2002) | Чоловіче населення чол. | Жіноче населення чол. | Територія км ² |
| - | --------------- | --------- | --------------------- | ----------------------- | --------------------- | -------------- |
| 1 | Вілья-Алемана   | місто     | 94802                 | 45446                   | 49356                 | 31,26          |

## Історія
До іспанського завоювання на місці Вілья-Алемана проживав народ пікунче.
1891 року тут пройшла гілка залізниці. 1893 року тут, на шляху з Вальпараїсо до Лімаче, було засновано поселення, яке назвали Alto de Villa Alemana. У містечку оселялося багато вихідців з Німеччини, звідки й його назва. 8 листопада 1894 року поселенню було офіційно надано статус міста, того ж року було споруджено залізничний вокзал.
1906 року під час потужного землетрусу місто зазнало великих руйнувань. 27 березня 1908 року Вілья-Алемана одержала міські права. 5 січня 1918 року було створено однойменну комуну, яка об'єднує навколишні поселення.
Сьогодні місто швидкими темпами розвивається як важливий промисловий центр.